# Emma Bilham
Emma Jane Bilham née le 27 décembre 1986 est une triathlète professionnelle britanno-suisse représentant la Suisse dans les compétitions internationales, vainqueur sur triathlon Ironman, elle remporte l'Embrunman en 2024.

## Palmarès en triathlon
Le tableau présente les résultats les plus significatifs (podium) obtenus sur le circuit international de triathlon depuis 2015,.
| Année | Compétition               | Pays     | Position           | Temps            |
| ----- | ------------------------- | -------- | ------------------ | ---------------- |
| 2024  | Embrunman                 | France   | Médaille d'or      | 10 h 54 min 44 s |
| 2019  | Ironman Irelande          | Irlande  | Médaille d'or      | 8 h 50 min 18 s  |
| 2018  | Triathlon Alpe d'Huez     | France   | Médaille d'or      | 6 h 51 min 21 s  |
| 2018  | Natureman                 | France   | Médaille d'or      | 3 h 37 min 29 s  |
| 2017  | Ventouxman                | France   | Médaille de bronze | 6 h 4 min 31 s   |
| 2017  | Ironman 70.3 Pays d'Aix   | France   | Médaille d'or      | 4 h 29 min 36 s  |
| 2017  | Ironman 70.3 Suisse       | Suisse   | Médaille d'argent  | 4 h 27 min 17 s  |
| 2016  | Ironman France            | France   | Médaille d'argent  | 9 h 28 min 55 s  |
| 2016  | Ironman Suisse            | Suisse   | Médaille d'argent  | 9 h 23 min 48 s  |
| 2016  | Triathlon de Gérardmer LD | France   | Médaille d'argent  | 5 h 1 min 10 s   |
| 2016  | Triathlon de Gérardmer CD | France   | Médaille d'or      | 2 h 28 min 37 s  |
| 2016  | Ironman 70.3 Barcelone    | Espagne  | Médaille d'or      | 4 h 38 min 42 s  |
| 2016  | Challenge Galway          | Irlande  | Médaille d'or      | 4 h 16 min 35 s  |
| 2016  | Challenge Gran Canaria    | Espagne  | Médaille d'or      | 4 h 42 min 30 s  |
| 2015  | Ironman 70.3 Putrajaya    | Malaisie | Médaille d'or      | 4 h 24 min 48 s  |